# HuffPost
 Der er for få eller ingen kildehenvisninger i denne artikel, hvilket er et problem. Du kan hjælpe ved at angive troværdige kilder til de påstande, som fremføres i artiklen.

HuffPost (tidligere The Huffington Post) er en amerikansk internetavis, som blev etableret den 9. maj 2005 af Arianna Huffington, Kenneth Lerer, Andrew Breitbart og Jonah Peretti.

## Avis indhold
Avisen dækker nyheder indenfor politik, forretning, underholdning, miljø, teknologi, populære medier, livsstil, kultur og meget andet.

## Popularitet
I juli 2012 placerede HuffPost sig på førstepladsen af de 15 mest populære politiske internetsider af eBizMBA Rank

## Ledelse
I december 2012 blev danskeren Jimmy Maymann ansat som administrerende direktør for internetavisen.

## Udmærkelser – uddrag
- 2012: The Huffington Post fik tildelt Pulitzerprisen i en serie artikler om sårede krigsveteraner af journalist David Wood.
- 2011: The Huffington Post placeres som den mest indflydelsesrige blog i verden af The Observer.
- 2010: The Huffington Post vinder afstemninger i People's Voice i forbindelse med den 14ende Webby Award
- 2006: The Huffington Post vandt i 2006 and 2007 Webby Awards for bedste politiske blog.